# Ischnura rubilio
Ischnura rubilio – gatunek ważki z rodziny łątkowatych (Coenagrionidae). Występuje na subkontynencie indyjskim oraz w Iranie. Bywał uznawany za podgatunek Ischnura aurora, ale badania molekularne wykazały, że to odrębny gatunek.